# Ayron del Valle
Ayron del Valle Rodríguez (Magangue,  Bolívar, 27 de janeiro de 1989) é um futebolista colombiano. Joga de atacante e atualmente é jogador de Millonarios Fútbol Club do Campeonato Colombiano de Futebol.
Com o clube de Bogotá e com o técnico Miguel Angel Russo, conseguiria proclamar-se campeão de une-a colombiana no semestre 2017-2 contra o arquirrival Club Independiente Santa Fe, e dois meses depois atingiria a super une colombiana ou torneio de campeões colombiano, vencendo ao Club Atlético Nacional S.A. de Medellín, ambos títulos obtidos em condição de visitante, estes dois, são os máximos palmares atingidos pelo jogador colombiano.
O 17 de abril anota seu primeiro hat-trick com Milionários e a nível internacional sendo a figura do partido na goleada 4 por 0 sobre o Desportivo Lara pela terceira data da Copa Libertadores 2018.

## Clubes
| Clube                  | País     | Ano             |
| ---------------------- | -------- | --------------- |
| Expreso Rojo           | Colômbia | 2006            |
| Real Cartagena         | Colômbia | 2007            |
| Independiente Medellín | Colômbia | 2008 - 2009     |
| Real Cartagena         | Colômbia | 2009            |
| Atlético Huila         | Colômbia | 2010 - 2011     |
| Once Caldas            | Colômbia | 2011 - 2012     |
| Deportivo Pasto        | Colômbia | 2012            |
| Independiente Medellín | Colômbia | 2013            |
| Deportes Tolima        | Colômbia | 2013            |
| Alianza Petrolera      | Colômbia | 2014            |
| América de Cali        | Colômbia | 2015 - 2016     |
| Millonarios            | Colômbia | 2016 - Presente |

## Estatísticas
- Jogos (J)
- Gols (G)
- Assistências (A)

| Clube                             | Div.         | Ano          | Liga | Liga | Liga | Copa | Copa | Copa | Competiçoes Sul-Americanas | Competiçoes Sul-Americanas | Competiçoes Sul-Americanas | Total | Total | Total | Prom. · gols · |
| Clube                             | Div.         | Ano          | J    | G    | A    | J    | G    | A    | J                          | G                          | A                          | J     | G     | A     | Prom. · gols · |
| --------------------------------- | ------------ | ------------ | ---- | ---- | ---- | ---- | ---- | ---- | -------------------------- | -------------------------- | -------------------------- | ----- | ----- | ----- | -------------- |
| Expreso Rojo · Colômbia           |              |              |      |      |      |      |      |      |                            |                            |                            |       |       |       |                |
| 2.ª                               | 2006         | 20           | 2    | 0    | —    | —    | —    | —    | —                          | —                          | 20                         | 2     | 0     | 0,10  |                |
| Total club                        | Total club   | Total club   | 20   | 2    | 0    | -    | -    | -    | -                          | -                          | -                          | 20    | 2     | 0     | 0,10           |
| Real Cartagena · Colômbia         |              |              |      |      |      |      |      |      |                            |                            |                            |       |       |       |                |
| 1.ª                               | 2007         | 25           | 6    | 0    | —    | —    | —    | —    | —                          | —                          | 25                         | 6     | 0     | 0,24  |                |
| 1.ª                               | 2009-ll      | 12           | 0    | 1    | 3    | 3    | 0    | —    | —                          | —                          | 15                         | 3     | 0     | 0,26  |                |
| Total club                        | Total club   | Total club   | 37   | 6    | 1    | 3    | 3    | 0    | -                          | -                          | -                          | 40    | 9     | 1     | 0,22           |
| Independiente Medellín · Colômbia |              |              |      |      |      |      |      |      |                            |                            |                            |       |       |       |                |
| 1.ª                               | 2008         | 9            | 1    | 0    | 0    | 0    | 0    | —    | —                          | —                          | 9                          | 1     | 0     | 0,11  |                |
| 1.ª                               | 2009-l       | 15           | 2    | 0    | 2    | 2    | 0    | 1    | 0                          | 0                          | 18                         | 4     | 0     | 0,12  |                |
| 1.ª                               | 2013-l       | 6            | 0    | 0    | 8    | 2    | 0    | —    | —                          | —                          | 14                         | 2     | 0     | 0,14  |                |
| Total club                        | Total club   | Total club   | 30   | 3    | 0    | 10   | 4    | 0    | 1                          | 0                          | 0                          | 41    | 7     | 0     | 0,17           |
| Atlético Huila · Colômbia         |              |              |      |      |      |      |      |      |                            |                            |                            |       |       |       |                |
| 1.ª                               | 2010         | 35           | 8    | 2    | 0    | 0    | 0    | 4    | 0                          | 0                          | 39                         | 8     | 2     | 0,20  |                |
| 1.ª                               | 2011-l       | 17           | 3    | 2    | 6    | 0    | 0    | —    | —                          | —                          | 23                         | 3     | 2     | 0,13  |                |
| Total club                        | Total club   | Total club   | 52   | 11   | 4    | 6    | 0    | 0    | 4                          | 0                          | 0                          | 62    | 11    | 2     | 0,17           |
| Once Caldas · Colômbia            |              |              |      |      |      |      |      |      |                            |                            |                            |       |       |       |                |
| 1.ª                               | 2011-ll      | 21           | 4    | 7    | —    | —    | —    | —    | —                          | —                          | 21                         | 4     | 7     | 0,19  |                |
| 1.ª                               | 2012-l       | 11           | 0    | 0    | 6    | 1    | 0    | 2    | 0                          | 0                          | 19                         | 1     | 0     | 0,05  |                |
| Total club                        | Total club   | Total club   | 32   | 4    | 7    | 6    | 1    | 0    | 2                          | 0                          | 0                          | 40    | 5     | 7     | 0,12           |
| Deportivo Pasto · Colômbia        |              |              |      |      |      |      |      |      |                            |                            |                            |       |       |       |                |
| 1.ª                               | 2012-ll      | 12           | 3    | 0    | 7    | 2    | 0    | —    | —                          | —                          | 19                         | 5     | 0     | 0,26  |                |
| Total club                        | Total club   | Total club   | 12   | 3    | 0    | 7    | 2    | 0    | -                          | -                          | -                          | 19    | 5     | 0     | 0,26           |
| Deportes Tolima · Colômbia        |              |              |      |      |      |      |      |      |                            |                            |                            |       |       |       |                |
| 1.ª                               | 2013-ll      | 10           | 0    | 1    | 4    | 1    | 0    | —    | —                          | —                          | 14                         | 1     | 1     | 0,07  |                |
| Total club                        | Total club   | Total club   | 10   | 0    | 1    | 4    | 1    | 0    | -                          | -                          | -                          | 14    | 1     | 1     | 0,07           |
| Alianza Petrolera · Colômbia      |              |              |      |      |      |      |      |      |                            |                            |                            |       |       |       |                |
| 1.ª                               | 2014         | 32           | 15   | 6    | 3    | 1    | 0    | —    | —                          | —                          | 35                         | 16    | 6     | 0,45  |                |
| Total club                        | Total club   | Total club   | 32   | 15   | 6    | 3    | 1    | 0    | -                          | -                          | -                          | 35    | 16    | 6     | 0,45           |
| América de Cali · Colômbia        |              |              |      |      |      |      |      |      |                            |                            |                            |       |       |       |                |
| 2.ª                               | 2015         | 39           | 30   | 0    | 2    | 0    | 0    | —    | —                          | —                          | 41                         | 30    | 0     | 0,73  |                |
| 2.ª                               | 2016-l       | 13           | 0    | 0    | 2    | 1    | 0    | —    | —                          | —                          | 15                         | 1     | 0     | 0,06  |                |
| Total club                        | Total club   | Total club   | 52   | 30   | 0    | 4    | 1    | 0    | -                          | -                          | -                          | 56    | 31    | 0     | 0,55           |
| Millonarios · Colômbia            |              |              |      |      |      |      |      |      |                            |                            |                            |       |       |       |                |
| 1.ª                               | 2016-ll      | 20           | 12   | 2    | 2    | 0    | 0    | —    | —                          | —                          | 22                         | 12    | 2     | 0,54  |                |
| 1.ª                               | 2017         | 46           | 16   | 7    | 3    | 0    | 0    | 2    | 0                          | 0                          | 51                         | 16    | 7     | 0,31  |                |
| 1.ª                               | 2018         | 30           | 8    | 9    | 5    | 0    | 0    | 10   | 6                          | 1                          | 45                         | 14    | 10    | 0,31  |                |
| Total club                        | Total club   | Total club   | 96   | 37   | 18   | 9    | 0    | 0    | 12                         | 6                          | 1                          | 118   | 42    | 19    | 0,35           |
| Total Clubes                      | Total Clubes | Total Clubes | 373  | 110  | 37   | 53   | 13   | 0    | 19                         | 6                          | 1                          | 445   | 129   | 38    | 0,29           |